# 豐杜斯法伊勒山
豐杜斯法伊勒山（Fundusfeiler）是奧地利的山峰，位於該國西部，由蒂羅爾州負責管轄，屬於奧茨塔爾阿爾卑斯山脈的一部分，海拔高度3,079米，每年平均降雨量1,698毫米。